# Volkssternwarte Drebach

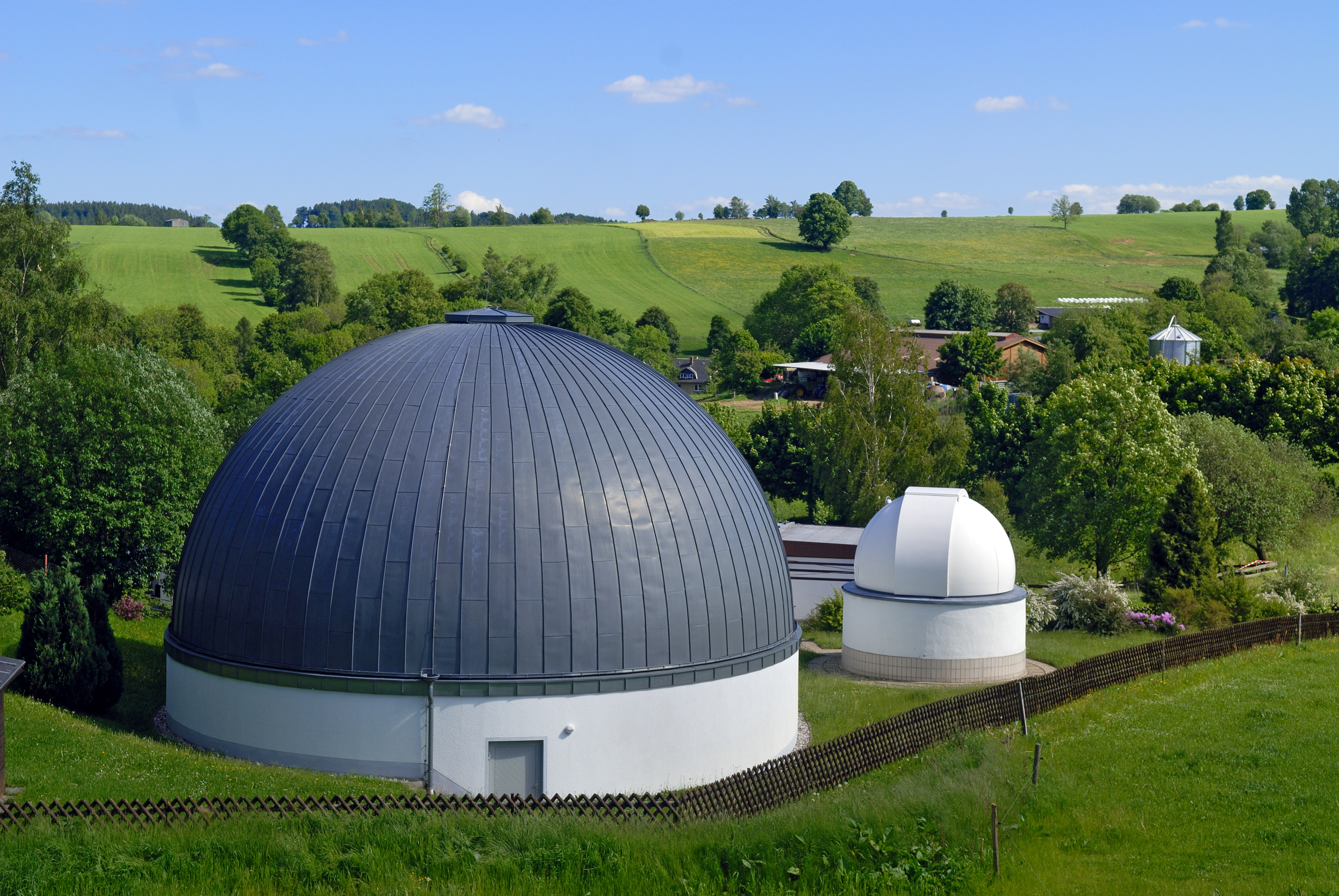
Zeiss-Planetarium und Volkssternwarte Drebach

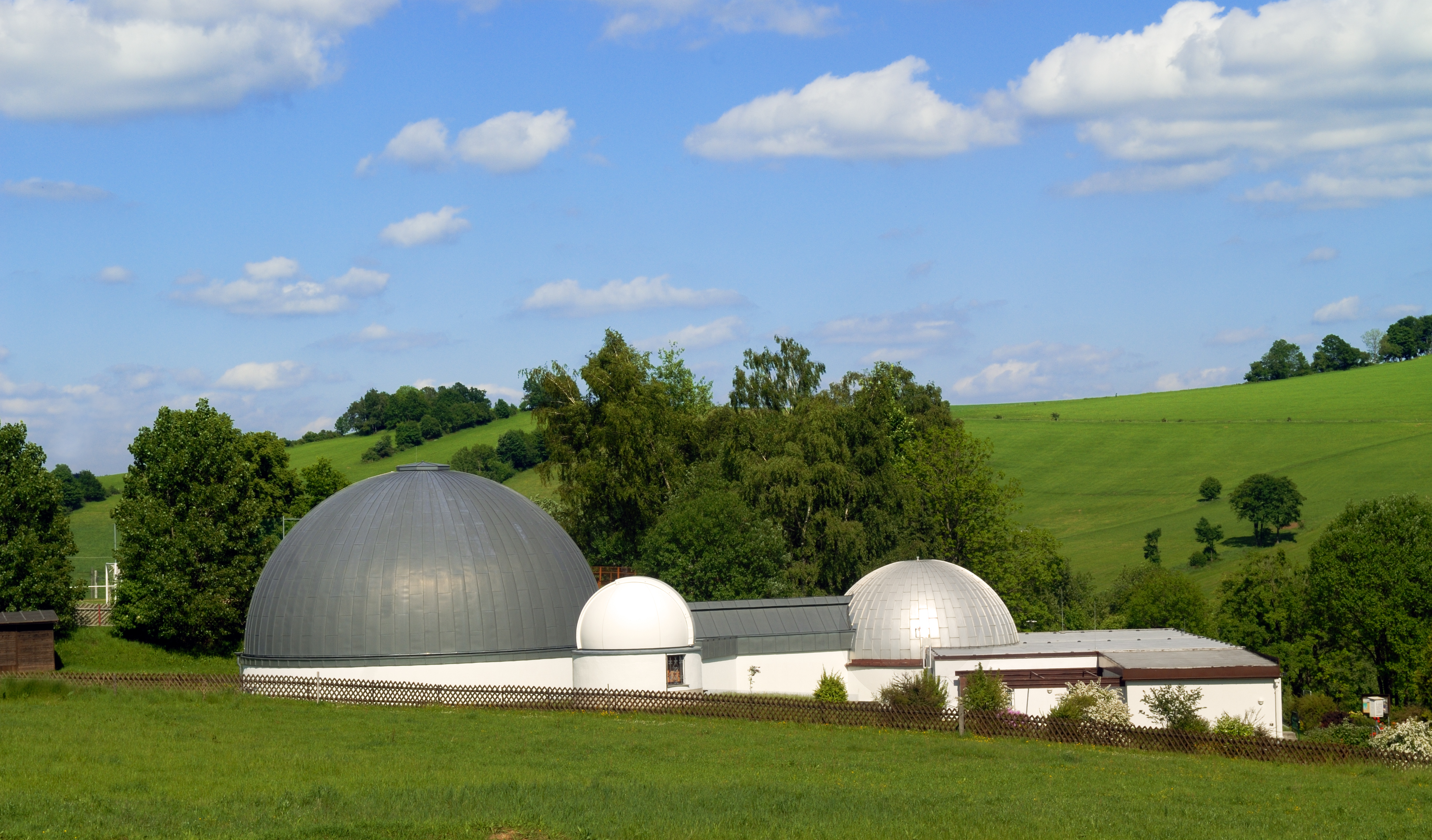
Zeiss-Planetarium und Volkssternwarte Drebach

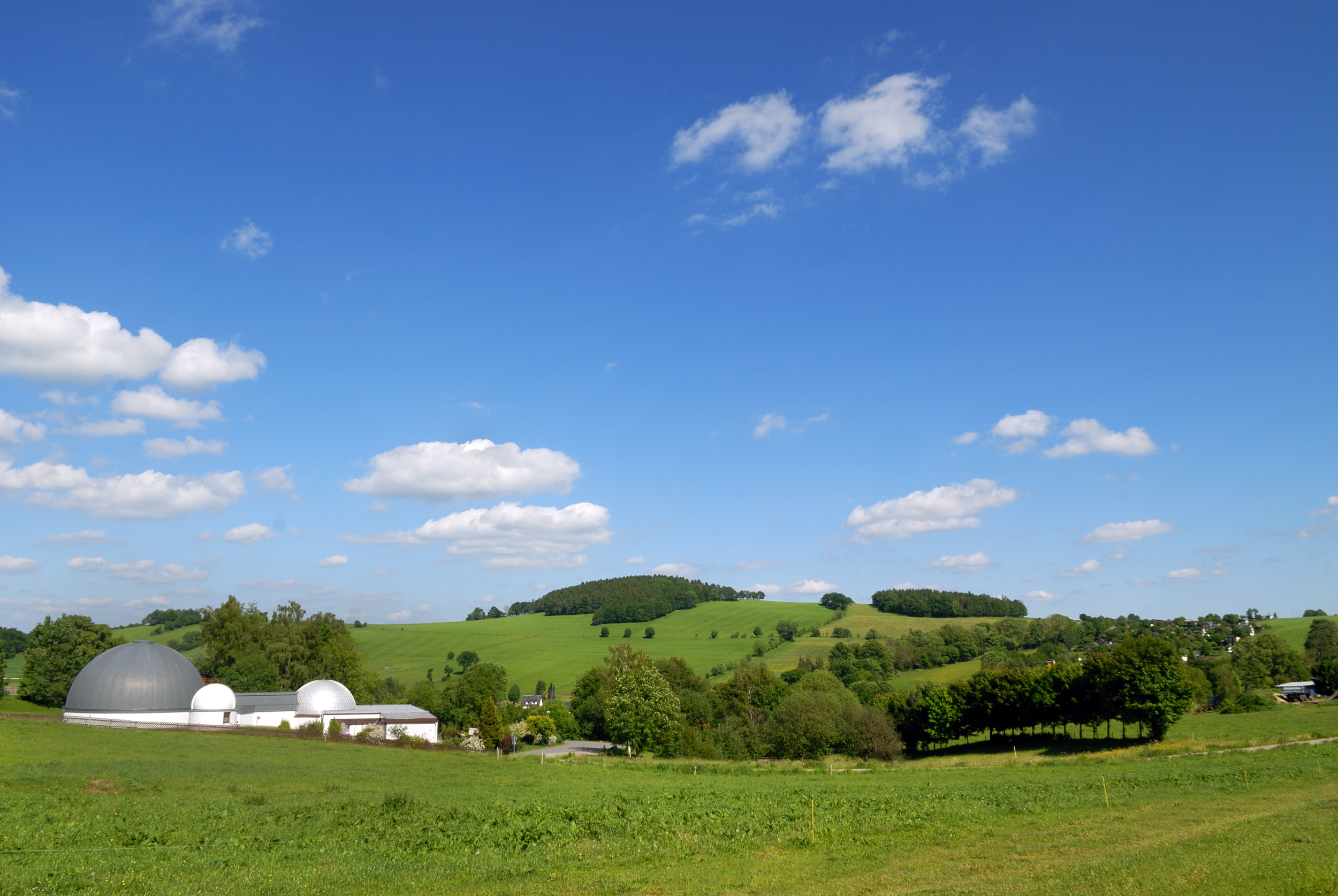
Zeiss-Planetarium und Volkssternwarte Drebach mit Blick auf Drebach

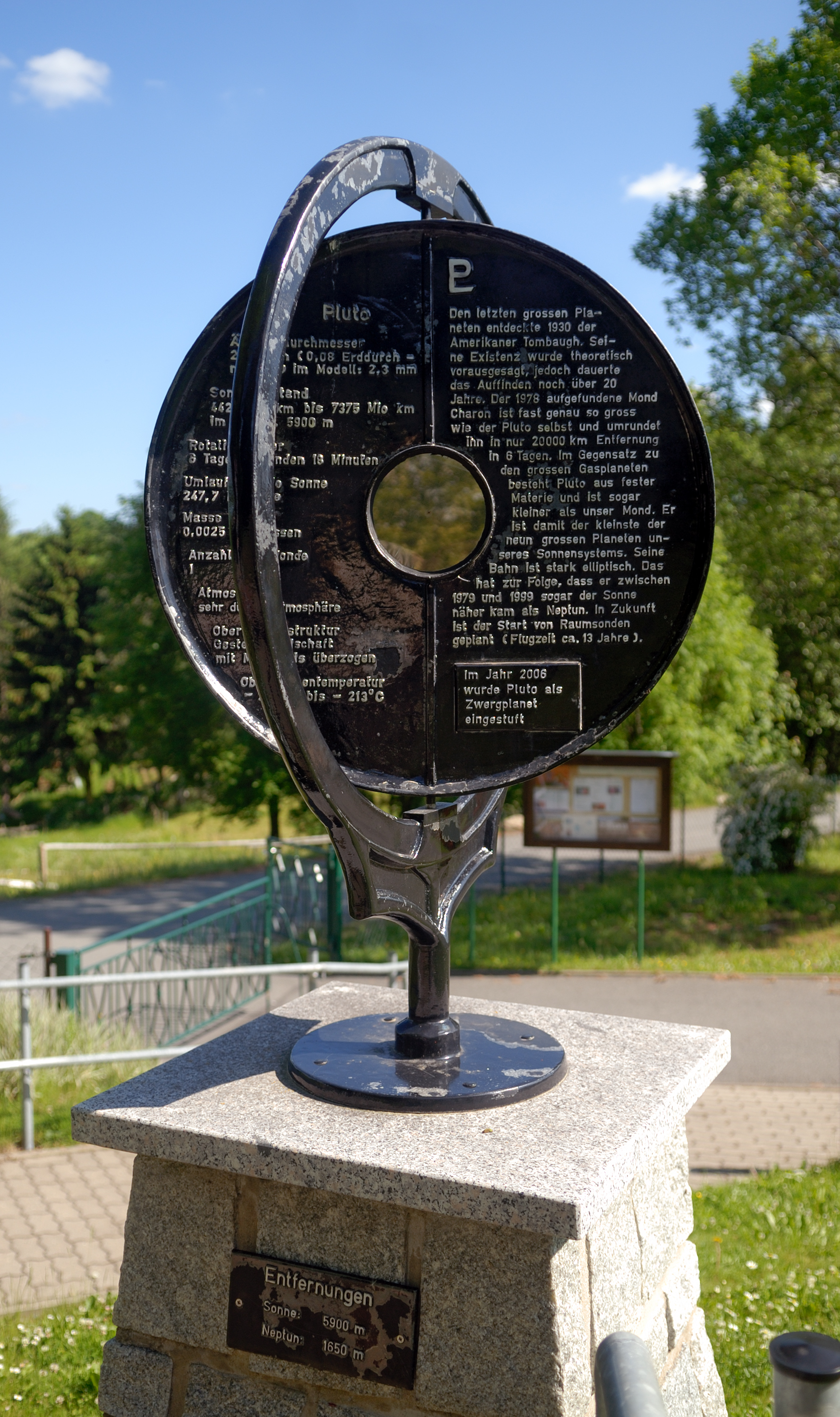
Zwergplanet Pluto am Planetenwanderweg

Zur Volkssternwarte Drebach zählen das Zeiss-Planetarium und die Sternwarte. Die Einrichtung ist eine gemeinnützige Kultur- und Bildungseinrichtung der Gemeinde Drebach und wird in ihrer Arbeit von einem Förderverein unterstützt.
Die Volkssternwarte liegt in der Ortsmitte von Drebach. In unmittelbarer Nähe zur Einrichtung befinden sind die Grundschule „David Rebentrost“ und der Sportplatz.
Die Sternwarte wird bei der Internationalen Astronomischen Union (IAU) unter dem Stationscode 113 geführt.

## Geschichte
Die Volkssternwarte Drebach ging aus einer Schulsternwarte hervor, die am 3. Juli 1969 im Gelände der Oberschule Drebach eröffnet wurde. Der Sternwartengründer, Herr Karlheinz Müller, leitete diese Einrichtung von 1969 bis 1984 in ehrenamtlicher Tätigkeit. Im Jahre 1974 wurde die Schulsternwarte um eine zweite Beobachtungsstation erweitert. Neben der Nutzung als Schulsternwarte fanden regelmäßige Beobachtungsabende, Vorträge und astronomische Jugendlager statt.
In den Jahren von 1984 bis 1986 konnte in Feierabendtätigkeit ein neues Sternwartengebäude mit Planetarium errichtet werden. Am 1. Juni 1986 fand die feierliche Einweihung dieser neuen Einrichtung statt. Im Mittelpunkt der zukünftigen Arbeit stand die Öffentlichkeitsarbeit durch wetterunabhängige Veranstaltungen im Planetarium. Jährlich zählte die Einrichtung 10.000 bis 12.000 Besucher.
In einer 8-m-Projektionskuppel war ein Zeiss-Planetarium vom Typ ZKP-1 im Einsatz, das 1989 von einem ZKP-2-Projektor abgelöst wurde.
Im Jahre 1992 ging eine Wettersatelliten-Empfangsanlage in Betrieb, um aktuelle Wetterbilder aus dem Weltall zu empfangen.
Die Sternwarte wurde 1997 durch ein 50-cm-Spiegelteleskop erweitert, das in einer neu errichteten Beobachtungskuppel steht.
Im Zeitraum 2000 bis 2001 erfolgte der Neubau eines größeren Planetariums mit einer 11-m-Projektionskuppel, das am 11. August 2001 feierlich eröffnet wurde. Seitdem haben sich die Besucherzahlen der Einrichtung verdoppelt. Im Dezember 2003 verlieh die Firma Carl Zeiss Jena den Ehrentitel Zeiss-Planetarium, den weltweit nur wenige Einrichtungen tragen dürfen.
Am 15. November 2014 wurde das Planetarium nach einer dreiwöchigen Schließzeit mit einer digitalen Velvet-FullDome-Projektionsanlage von Zeiss wiedereröffnet. Es ist deutschlandweit das zweite Kleinplanetarium mit VELVET-Projektoren, die sonst nur in Großplanetarien zum Einsatz kommen.

## Zeiss-Planetarium
Das Zeiss-Planetarium Drebach bietet unterschiedliche Programme für kleine und große Sterngucker an. Sterngucker ab vier Jahre können im Sternenmärchen Peterchens Mondfahrt zum Mond reisen. Für größere Sterngucker bieten sich die Familienveranstaltungen an, die für Erwachsene und Kinder ab neun Jahre geeignet sind.
Als Sternenprojektor wird ein Zeiss-Planetarium vom Typ ZKP-3 Skymaster eingesetzt. Verschiedene Zusatzprojektoren sorgen u. a. für 360-Grad-Panoramen und 190 Quadratmeter große Ganzkuppelbilder.

## Sternwarte

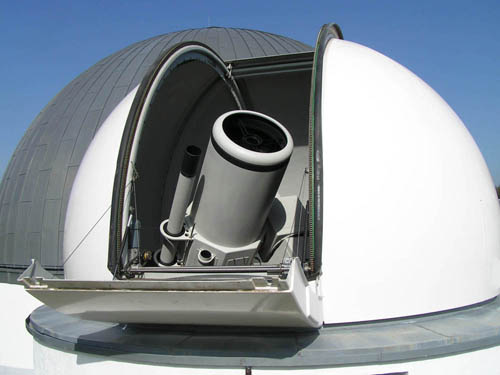
50-cm-Spiegelteleskop

Das Hauptinstrument ist ein 50-cm-Cassegrain-Spiegelteleskop in einer 4 m großen Kuppel.
In zwei anderen Beobachtungsstationen sind weitere Linsen- und Spiegelteleskope fest installiert.

## Förderverein
Seit 1994 wird die Einrichtung vom Förderverein der Volkssternwarte Drebach e. V. unterstützt.
Der Verein zählt 41 Mitglieder (Stand: 01/2008) aller Altersgruppen. Der Förderverein führt die regelmäßigen öffentlichen Beobachtungsabende durch und unterstützt besondere Veranstaltungen der Einrichtung, wie das jährliche „Sternwartenfest“ im September.

## Forschungsarbeit
Neben den öffentlichen Beobachtungsabenden werden die Teleskope auch von den Mitgliedern des Fördervereins genutzt. Ein Schwerpunkt der Beobachtertätigkeit liegt in der Beobachtung von Kleinplaneten. In der Sternwarte wurden 133 Kleinplaneten (Stand: 10/2014) entdeckt. Einige dieser Drebacher Kleinplaneten tragen bereits offizielle IAU-Namen, wie Stülpner, Fichtelberg, SigmundJähn, AugustHorch oder Weissflog.

## Nationaler und internationaler Treffpunkt
Die Volkssternwarte Drebach war bereits mehrmals Tagungsort der Fachgruppe „Kleinplaneten“ der Vereinigung der Sternfreunde e. V. mit Teilnehmern aus verschiedenen europäischen Ländern. Im Jahr 2008 wurde das internationale Symposium ESOP (European Symposium on Occultation Projects) über Sternbedeckungen durchgeführt. Im Jahr 2011 tagte der Fachgruppe „Spektroskopie“ der Vereinigung der Sternfreunde e. V. in den Räumlichkeiten der Einrichtung. Eine internationale Tagung der Planetariumsmitarbeiter von Kleinplanetarien – die Planetaria – fand im September 2014 mit mehr als 50 Teilnehmern aus Deutschland, Österreich und der Schweiz statt.